# بايلي رايت
بايلي كولين رايت (بالإنجليزية: Bailey Colin Wright)‏ (ولد في 28 يوليو 1992 في ملبورن) لاعب كرة قدم دولي أسترالي يلعب حاليا لصالح نادي بريستون نورث ايند في مركز قلب الدفاع منذ 2009.

## روابط خارجية
- بايلي رايت على موقع الاتحاد الدولي (مؤرشف)  (الإنجليزية)
- بايلي رايت على موقع قاعدة بيانات كرة القدم.إي يو (الإنجليزية)
- بايلي رايت على موقع بيانات كرة القدم. دي إي (الألمانية)
- بايلي رايت على موقع ناشيونال فوتبول تيمز (الإنجليزية)
- بايلي رايت على موقع Soccerbase.com (لاعب) (الإنجليزية)
- بايلي رايت على موقع Soccerway.com (الإنجليزية)
- بايلي رايت على موقع عالم كرة القدم.نت (الإنجليزية)
- بايلي رايت على موقع AS.com (الإسبانية)